# Río Potinga
El Rio Potinga es un río brasileño que baña la porción centro sur del Estado de Paraná. Pertenece a la cuenca hidrográfica del Río Paraná y es afluente de la margen derecha del Río Iguazú. La cuenca hidrográfica del Río Potinga baña los municipios paranaenses de Irati, Rebouças, Río Azul, Mallet y San Mateo del Sur, donde está localizada su desembocadura, en la localidad de Fartura do Potinga. 